# Dinosaur Jr.

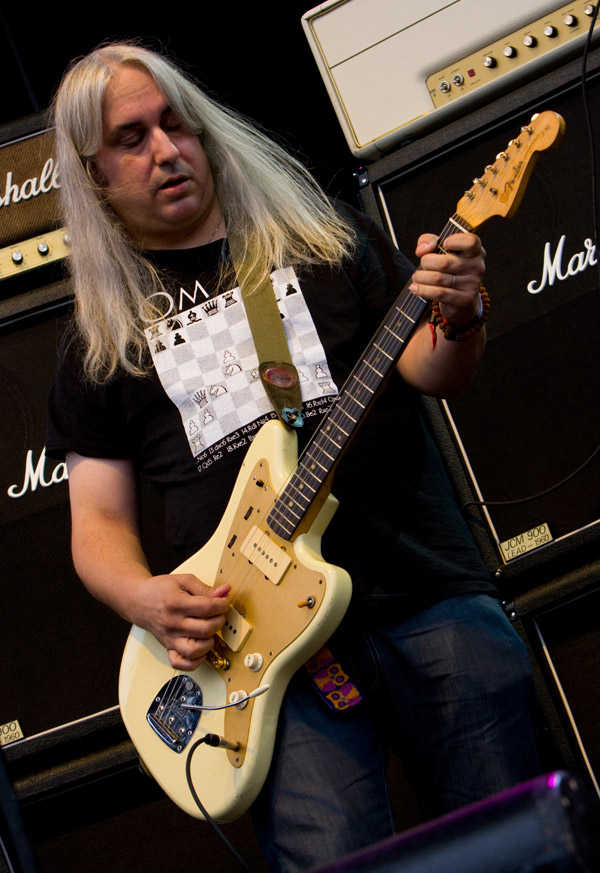
J. Mascis spelar med Dinosaur Jr. på Virgin Music Festival 2009 i Halifax, Nova Scotia.

Dinosaur Jr., är en amerikansk alternativ rockgrupp bildad i Amherst, Massachusetts år 1984.

## Historia
Bandet startade år 1984, efter att trummisen J. Mascis bestämt sig för att hoppa av hardcorebandet Deep Wound. J. Mascis lärde sig istället att spela gitarr. Han var dock aldrig intresserad av ackord utan började direkt med att improvisera ihop solon. Tillsammans med studentkompisen Lou Barlow började de jamma. Efter en liten tid tillkom även trummisen Murph. Tillsammans grundade de Dinosaur, som efter påtryckningar från 60-talsbandet The Dinosaurs, ändrade namn till Dinosaur Jr.

## Diskografi

### Album
- 1985 – Dinosaur
- 1987 – You're Living All Over Me
- 1988 – Bug
- 1991 – Green Mind
- 1993 – Where You Been
- 1994 – Without A Sound
- 1997 – Hand It Over
- 2007 – Beyond
- 2009 – Farm
- 2012 – I Bet on Sky
- 2016 – Give a Glimpse of What Yer Not
- 2021 – Sweep It Into Space

### EP och singlar
- 1987 Keep the Glove
- 1987 Little Furry Things
- 1988 Freak Scene
- 1989 Just Like Heaven
- 1991 The Wagon (EP)
- 1991 Whatever's Cool With Me (EP)
- 1993 Start Choppin'
- 1993 Out There (CD 1) (EP)
- 1993 Out There (CD 2) (EP)
- 1994 Feel The Pain
- 1995 I Don't Think So (EP)
- 1997 Take A Run At The Sun (EP)
- 1997 I'm Insane
- 2007 Been There All The Time
- 2009 Pieces
- 2009 Over It
- 2009 I Don't Wanna Go There
- 2012 Watch The Corners
- 2012 Now The Fall
- 2012 Pierce The Morning Rain
- 2016 Tiny
- 2016 Solo Extractions
- 2016 Going Down
- 2016 Two Things / Center Of The Universe
- 2018 Hold Unknown

### Samlingsalbum
- 1991 Fossils
- 2000 BBC: In Session
- 2001 Ear-Bleeding Country: The Best of Dinosaur Jr.